# Tachytrechus binodatus
Tachytrechus binodatus är en tvåvingeart som beskrevs av Friedrich Hermann Loew 1866. Tachytrechus binodatus ingår i släktet Tachytrechus och familjen styltflugor. Inga underarter finns listade i Catalogue of Life.